# Asteroide Atira
| Marte (M) Venere (V) Mercurio (H) | Sole Asteroidi Apohele Terra (E) |

Il gruppo degli asteroidi Apohele o Atira in relazione alle orbite dei pianeti terrestri del sistema solare.

Gli asteroidi Atira, anche detti asteroidi Apohele o Interior-Earth Objects (IEOs), sono una sottocategoria degli asteroidi Aten; si tratta di asteroidi near-Earth caratterizzati da un'orbita interamente compresa all'interno di quella terrestre (ovvero, più rigorosamente, con un perielio ed un afelio minori di 1 UA).
Il nome del gruppo deriva dal primo asteroide di questo tipo confermato, 163693 Atira, mentre Apohele corrisponde al termine hawaiiano che significa orbita.

## Parametri orbitali
Gli asteroidi Atira conosciuti presentano afelii compresi fra 0,654 e 0,981 unità astronomiche; il 4 gennaio 2020 è stato scoperto dallo Zwicky Transient Facility, Osservatorio di Palomar, California, 594913 ꞌAylóꞌchaxnim (all'epoca identificato con la designazione provvisoria 2020 AV2), il cui afelio è di 0,654 UA, totalmente compreso nell'orbita di Venere. Il suo nome, ꞌAylóꞌchaxnim, significa infatti "ragazza di Venere" nella lingua della popolazione indigena dei Luiseño. Non sono ancora stati scoperti asteroidi all'interno dell'orbita di Mercurio (vulcanoidi). Al febbraio 2020 l'asteroide con il più piccolo afelio conosciuto è 2020 AV2 (0,656 UA) seguito da 2021 VR3 (0,755 UA) e 2019 AQ3 (0,774 UA).

## Asteroidi celebri
Al gennaio 2023, solo 28 asteroidi sono ufficialmente classificati come appartenenti al gruppo Atira; tra questi, solo otto sono numerati, tra cui (163693) Atira e (164294) 2004 XZ130, mentre un ulteriore oggetto, 1998 DK36, è stato osservato per l'ultima volta il 24 febbraio 1998, ma la sua posizione attuale è sconosciuta.

## Lista
| Nome                    | Perielio (UA) | Semiasse maggiore (UA) | Afelio (UA) | Eccentricità | Inclinazione (°) | Periodo (giorni) | Periodo di osservazione (giorni) | (H)  | Diametro(A) (m) | Scoperta                       | Fonte                |
| ----------------------- | ------------- | ---------------------- | ----------- | ------------ | ---------------- | ---------------- | -------------------------------- | ---- | --------------- | ------------------------------ | -------------------- |
| Mercurio (comparazione) | 0,307         | 0,3871                 | 0,467       | 0,2056       | 7,01             | 88               | NA                               | −0,6 | 4879400         | NA                             |                      |
| Venere (comparazione)   | 0,718         | 0,7233                 | 0,728       | 0,0068       | 3,39             | 225              | NA                               | −4,5 | 12103600        | NA                             |                      |
| 1998 DK36               | 0,404         | 0,6923                 | 0,980       | 0,4160       | 2,02             | 210              | 1                                | 25,0 | 35              | David J. Tholen                | MPC JPL              |
| 163693 Atira            | 0,502         | 0,7411                 | 0,980       | 0,3221       | 25,62            | 233              | 5192                             | 16,3 | 4800 e 1000(B)  | LINEAR                         | MPC JPL              |
| (164294) 2004 XZ130     | 0,337         | 0,6176                 | 0,898       | 0,4546       | 2,95             | 177              | 3564                             | 20,4 | 300             | David J. Tholen                | MPC JPL              |
| (434326) 2004 JG6       | 0,298         | 0,6352                 | 0,973       | 0,5312       | 18,94            | 185              | 4035                             | 18,4 | 740             | LONEOS                         | MPC JPL              |
| (413563) 2005 TG45      | 0,428         | 0,6814                 | 0,935       | 0,3722       | 23,34            | 205              | 4744                             | 17,6 | 1100            | Catalina Sky Survey            | MPC JPL              |
| 2013 JX28               | 0,262         | 0,6008                 | 0,940       | 0,5642       | 10,76            | 170              | 2893                             | 20,1 | 340             | Mount Lemmon Survey Pan-STARRS | MPC JPL              |
| 2006 WE4                | 0,641         | 0,7847                 | 0,928       | 0,1829       | 24,77            | 254              | 4081                             | 18,9 | 590             | Mount Lemmon Survey            | MPC JPL              |
| (418265) 2008 EA32      | 0,428         | 0,6159                 | 0,804       | 0,3050       | 28,26            | 177              | 3126                             | 16,5 | 1800            | Catalina Sky Survey            | MPC JPL              |
| (481817) 2008 UL90      | 0,431         | 0,6950                 | 0,959       | 0,3798       | 24,31            | 212              | 3441                             | 18,7 | 650             | Mount Lemmon Survey            | MPC JPL              |
| 2010 XB11               | 0,288         | 0,618                  | 0,948       | 0,5339       | 29,88            | 177              | 1811                             | 19,9 | 450             | Mount Lemmon Survey            | MPC JPL              |
| 2012 VE46               | 0,455         | 0,7129                 | 0,971       | 0,3615       | 6,67             | 220              | 1135                             | 20,2 | 320             | Pan-STARRS                     | MPC JPL              |
| 2013 TQ5                | 0,653         | 0,7737                 | 0,894       | 0,1556       | 16,40            | 249              | 805                              | 19,8 | 390             | Mount Lemmon Survey            | MPC JPL              |
| 2014 FO47               | 0,548         | 0,7521                 | 0,956       | 0,2711       | 19,20            | 238              | 1407                             | 20,3 | 310             | Mount Lemmon Survey            | MPC JPL              |
| 2015 DR215              | 0,352         | 0,6664                 | 0,981       | 0,4716       | 4,09             | 199              | 404                              | 20,3 | 310             | Pan-STARRS                     | MPC JPL              |
| 2017 XA1                | 0,646         | 0,8096                 | 0,973       | 0,2016       | 17,18            | 266              | 41                               | 21,2 | 200             | Pan-STARRS                     | MPC JPL              |
| 2017 YH                 | 0,328         | 0,6344                 | 0,941       | 0,4825       | 19,83            | 185              | 757                              | 18,5 | 710             | Spacewatch ATLAS               | MPC JPL              |
| 2018 JB3                | 0,485         | 0,6832                 | 0,882       | 0,2905       | 40,39            | 206              | 36                               | 17.6 | 1070            | Catalina Sky Survey            | MPC JPL              |
| 2019 AQ3                | 0,404         | 0,5887                 | 0,774       | 0,3143       | 47,22            | 165              | 1181                             | 17,4 | 1200            | Zwicky Transient Facility      | MPC JPL              |
| 2019 LF6                | 0,317         | 0,5553                 | 0,794       | 0,4296       | 29,52            | 151              | 25                               | 17,2 | 1300            | Zwicky Transient Facility      | MPC JPL              |
| 2020 HA10               | 0,692         | 0,8196                 | 0,947       | 0,1552       | 49,65            | 271              | 3248                             | 18,9 | 590             | Mount Lemmon Survey            | MPC JPL              |
| 2020 OV1                | 0,476         | 0,6376                 | 0,800       | 0,2541       | 32,58            | 186              | 1169                             | 18,9 | 590             | Zwicky Transient Facility      | MPC JPL              |
| 2021 BS1                | 0,396         | 0,5984                 | 0,800       | 0,3377       | 31,73            | 169              | 46                               | 18,5 | 710             | Zwicky Transient Facility      | MPC JPL              |
| 2021 LJ4                | 0,416         | 0,6748                 | 0,933       | 0,3834       | 9,83             | 202              | 5                                | 20,1 | 340             | Scott S. Sheppard              | MPC JPL              |
| 2021 PB2                | 0,610         | 0,7174                 | 0,825       | 0,1501       | 24,83            | 222              | 3392                             | 18,8 | 620             | Zwicky Transient Facility      | MPC JPL              |
| 2021 PH27               | 0,133         | 0,4617                 | 0,790       | 0,7117       | 31,93            | 115              | 1515                             | 17,7 | 1020            | Scott S. Sheppard              | MPC JPL              |
| 2021 VR3                | 0,313         | 0,5339                 | 0,755       | 0,4138       | 18,06            | 143              | 1012                             | 18,0 | 890             | Zwicky Transient Facility      | MPC JPL              |
| 2022 BJ8                | 0,590         | 0,7852                 | 0,981       | 0,2487       | 15,83            | 254              | 7                                | 19,7 | 400             | Kitt Peak-Bok                  | MPC JPL              |
| 594913 ꞌAylóꞌchaxnim    | 0,458         | 0,5557                 | 0,654       | 0,1766       | 15,86            | 151              | 12                               | 16,4 | 2000            | Zwicky Transient Facility      | ProjectPluto MPC JPL |

(A) Diametri stimati considerando un'albedo di 0,14 (tranne che per 163693 Atira, il cui diametro è stato direttamente misurato)
(B) Asteroide binario